# 塩竈市立第三中学校
塩竈市立第三中学校（しおがましりつ だいさんちゅうがっこう）は、宮城県多賀城市笠神二丁目にある公立中学校。運営は塩竈市だが所在地が多賀城市という珍しい中学校である。
学区が塩竈市立第三小学校とほぼ同じ為、同校以外から進学する生徒は数少ない。

## 教育目標
- 優しく
- 賢く
- 逞しく

## 沿革
- 1947年（昭和22年）4月1日 - 開校
- 1955年（昭和30年）5月22日 - 理科準備室で実験中に薬品が爆発。生徒3人が死亡[2]。

## 学区
- 塩竈市新富町、花立町、錦町、南錦町、旭町、尾島町、港町、中の島、舟入、牛生町、芦畔町、貞山通、海岸通15（海岸通15は塩竈市立第一中学校の学区でもあるが、どちらに通っても良い。）
- また、多賀城市笠神や下馬の生徒もいる(多賀城中や東豊中との選択)

## 部活動
運動部
- 軟式野球部
- サッカー部
- バスケ部(男女)
- バレー部（女子のみ）
- 卓球部
- 陸上部(臨時)
- 駅伝部(臨時)
- 水泳部(臨時)

　　文化部
- コンピューター部
- 吹奏楽部
- 美術部
- 郷土芸能部

## 出身者
- 佐藤光樹 - 塩竈市長、元宮城県議会議員
- 馬場皐輔 - プロ野球選手、(中学生時代は七ヶ浜シニアでプレイしていた。)